# Astrid Gartz
Astrid Sofia Gartz, född 8 januari 1942 i Liljendal, död 11 oktober 2022 i Helsingfors, var en finländsk journalist. 
Gartz var redaktör vid Finska notisbyrån 1964–1966 och därefter anställd vid tv:s svenska nyhetsredaktion, där hon var redaktionschef 1970–1977. Hon verkade vid svenska faktaredaktionen 1977–1985, var chef för Svenska Yles nyhetsverksamhet 1985–1991 och programdirektör vid Yle TV1 1994–2002. Gartz profilerade sig som en sakkunnig och rapp journalist och tilldelades Publicistpriset 1983.